# Al-Seeb Sport Club
O Al-Seeb Sport Club é um clube de futebol omani com sede em Seebe. A equipe compete no Campeonato Omani de Futebol.

## História
O clube foi fundado em 1972.
Em 2022, conquistou sua primeira Copa da AFC quando derrotou Kuala Lumpur na final por 3–0.
Na temporada 2024-25, conquistou sua primeira Liga Profissional de Omã, somando 51 pontos.